# Abschreibungsobjekt
Ein Abschreibungsobjekt ist eine Sachinvestition mit dem Ziel, Betriebsausgaben oder Werbungskosten im Sinne des Einkommensteuergesetzes zu verursachen und damit das zu versteuernde Einkommen des Steuerpflichtigen temporär zu vermindern. 

## Sinn
Bei einem Abschreibungsobjekt dürfen die Abschreibungen auf das Anlagevermögen die reale Abnutzung deutlich überschreiten. Die Abschreibungen der Anfangsinvestition mindern als Betriebsausgaben (bei unternehmerischer Betätigung) bzw. als Werbungskosten (bei Vermietung und Verpachtung) das zu versteuernde Einkommen in der Anfangsphase, während die Einkommensüberschüsse während der gesamten Laufzeit erzielt werden (sollen). Dadurch werden Steuerzahlungen hinausgeschoben und ein Diskontierungsvorteil erzielt. Fallen die Abschreibungen in eine Lebensphase mit hohem Einkommen, aber die Einkommenszuschüsse in eine Lebensphase mit niedrigem Einkommen wie z. B. das Rentenalter, erzielt der Investor einen Progressionsvorteil.

## Beispiele
Die Anschaffungskosten oder Herstellungskosten von Immobilien dürfen bzw. durften in bestimmten Fällen schneller als ihr realer Wertverlust abgeschrieben werden. Zurzeit können die Anschaffungs- und Herstellungskosten für Gebäude in Sanierungsgebieten i. S. d. § 7h EStG  und Baudenkmalen i. S. d. § 7i EStG relativ kurzfristig abschrieben werden.  

## Problematik
Viele Investoren vergessen vor Freude über ihre erwarteten Steuerersparnisse die Wirtschaftlichkeit ihrer Investition zu hinterfragen. Für Investoren mit gegenwärtig niedrigem, aber langfristig ansteigendem Einkommen (wie z. B. Berufsanfänger) sind Abschreibungsobjekte steuerlich ungünstig. Steuerpflichtige, die nicht über ein steuerpflichtiges Einkommen verfügen, können durch günstige Abschreibungsregelungen nicht profitieren.